# Видич, Добривое
Добривое «Бая» Видич (24 декабря 1918, Чачак — 3 марта 1992, Белград, Сербия) — югославский и сербский государственный, политический и дипломатический деятель. Председатель Президиума Социалистической Республики Сербии (1978—1982). Герой социалистического труда СФРЮ.

## Биография
С 1938 года — член Союза коммунистической молодёжи Югославии (СКМЮ). В 1939 году вступил в Союз коммунистов Югославии. Был секретарём окружного комитета СКМЮ по Македонии.
В феврале 1940 года стал членом Македонского окружного комитета Республики Македонии. С 1941 года участвовал в партизанской борьбе в Воеводине. Политкомиссар 3-й далматинской и 7-й банийской ударных бригад.
Секретарь ужицкого райкома Компартии и член Агитпропа (агитационно-пропагандистского комитета) ЦК КП Сербии.
После окончания войны был членом окружного комитета КПЮ по Воеводине. Член Президиума ЦК КПЮ. В 1946—1951 годах — первый секретарь Союза коммунистов Воеводины в составе Коммунистической партии Югославии.
Член ЦК КП Сербии и Ревизионной комиссии ЦК Компартии Югославии.
С 1952 года на дипломатической работе. Советник посла СФРЮ в ФРГ (с мая 1951 до 1952 года).
С 1952 по 1953 год — посол в Бирме, с 1953 по 1956 год — посол СФРЮ в СССР. С 1958 по 1960 год — Постоянный представитель Югославии при Организации Объединенных Наций.
С 1961 по 1965 год — председатель Комитета по международным делам Социалистического союза трудового народа Югославии.
В 1965—1969 годах — вновь посол СФРЮ в СССР. Посол Югославии в Лондоне (1970—1973).
В 1972—1974 годах — депутат и член Президиума Союзной скупщины СФРЮ и скупщины Сербии.
Член ЦК и Политбюро Союза коммунистов Югославии (с 1982 по 1986).
Член Президиума СФРЮ и председатель Президиума Социалистической Республики Сербии с 5 мая 1978 по 5 мая 1982 года.
Похоронен на Аллее Заслуженных на Новом кладбище в Белграде.

## Награды
- Орден Героя социалистического труда СФРЮ
- Орден Югославского флага с лентой
- Золотая звезда ордена братства и единства
- Партизанская память
- Орден «За заслуги перед народом» I степени